# Can Ferret Llopis
Can Ferret Llopis és una obra del municipi de Sitges (Garraf) inclosa en l'Inventari del Patrimoni Arquitectònic de Catalunya.

## Descripció
La casa Ferret Llopis és un edifici aïllat, de planta gairebé quadrada. El portal d'accés és situat a l'altura del primer pis, i a la planta baixa hi ha un garatge amb porta central a nivell del carrer. A l'entrada del primer pis s'hi arriba a través d'una escalinata doble amagada darrere d'un mur de pedra damunt del qual hi ha, en el pla del carrer, una barana de terra cuita. El pòrtic d'entrada presenta dues columnes de ferro vist (1). A ambdós costats hi ha finestres rectangulars amb decoració clàssica. El segon pis és ocupat per obertures també rectangulars. L'edifici es corona amb una cornisa molt sobresortint i una barana.

## Història
El 5 de juliol de 1889 Antoni Ferret i Llopis demanà permís per a la construcció de l'edifici, segons alçat de la façana que acompanya la sol·licitud que es conserva a l'Arxiu municipal de Sitges. El plànol va signat pel mestre d'obres Jaume Sunyer. La instància va ser presentada a l'Ajuntament el 5-7-1886 i l'autorització es va concedir el 12-7- 1886. La casa Ferret Llopis està situada a l'eixample iniciat el 1881 segons projecte de Jaume Sunyer